# サルヴパッリー・ラーダークリシュナン
サルヴパッリー・ラーダークリシュナン（英語：Sarvepalli Radhakrishnan、ヒンディー語：डॉक्टर सर्वपल्ली राधाकृष्णन、テルグ語：సర్వేపల్లి రాధాకృష్ణ、1888年9月5日 - 1975年4月17日）は、インドの政治家、哲学者。第2代大統領。近代インドを代表する思想家でもある。業績としては、インド哲学と西洋哲学を比較して共通点を見出したこと、英語圏の社会にインド哲学を広めたことが挙げられる。誕生日の9月5日は「教師の日」としてインドの記念日となっている。
マドラス基督教大学で教育を受け、1906年に哲学修士の学位を取得。1908年から1912年までマドラスのプレジデンシー・カレッジで教鞭を執る。1961年ドイツ書籍協会平和賞受賞。